# Rhodope transtrosa
Rhodope transtrosa is een slakkensoort uit de familie van de Rhodopidae. De wetenschappelijke naam van de soort is voor het eerst geldig gepubliceerd in 1991 door Salvini-Plawen.